# Deus das lacunas
Deus das lacunas é uma falácia lógica e uma versão teológica do argumento da ignorância. Caracteriza-se por responder questões ainda sem solução com explicações, muitas vezes, sobrenaturais, que não podem ser averiguadas. Sendo sobrenaturais as respostas para as questões em aberto, provar-se-ia a existência de fatos que não podem ser entendidos pelo homem. Nessa falácia, ignora-se a realidade e apela-se para uma explicação irracional.

## Origem do termo
O termo "deus das lacunas" remonta a Henry Drummond, evangelista escocês do século XIX. Ele dizia que os cristãos não podiam apontar à ciência fatos de cujas explicações ainda eram desconhecidas para tentar provar a existência de Deus. Afirmava que as explicações que estavam faltando, as lacunas, preencher-se-iam com Deus. Dizia que Deus era muito mais do que o "ocasional operador de milagres".
No século XX Dietrich Bonhoeffer expressa um conceito similar por meio de cartas que escreveu durante a sua prisão por nazistas na Segunda Guerra Mundial, cartas cuja revelação deu-se mais tarde. Bonhoeffer dizia que usar Deus para tapar a nossa incompletude de conhecimento é algo muito errado. Ele resumiu seu pensamento na frase: "vamos encontrar Deus no que nós conhecemos, não no que nós desconhecemos".
O termo ganhou amplitude quando foi usado no livro Ciência e Fé Cristã de 1955 por Charles Coulson, em que dizia que "não há 'Deus das lacunas' para assumir esses espaços em que a ciência falha e a razão é que essas lacunas diminuem de tamanho".
O termo foi usado novamente em um livro de 1971 e em um artigo de 1978 por Richard Bube. Ele elaborou o conceito de deus das lacunas de forma mais detalhada. Bube atribuiu as crises modernas da fé religiosa à diminuição do deus das lacunas com o progresso do conhecimento científico. Bube afirmou que A Origem das Espécies de Charles Darwin foi a sentença de morte ao deus das lacunas, eliminando-as quase que por completo.

## Uso do deus das lacunas
O termo deus das lacunas é, por vezes, utilizado para descrever a tentativa de fazer explicações religiosas com argumentos que ainda não podem ser testados pela ciência.

### Estrutura lógica
Pode ser explicado pela tentativa de explicar deus com argumentos não-válidos para a ciência.
Algo ainda não pode ser explicado.
Existe uma lacuna no conhecimento da ciência
Logo, a explicação deste algo deve ser uma ação de Deus ou de um designer inteligente.
Infere-se que a falta de explicação, ou existência de uma lacuna no conhecimento, provaria existência de Deus ou de um designer inteligente.

### Exemplos
- Um homem curou-se de um câncer, e nenhum exame médico conseguiu explicar como isto aconteceu. Isso deve ter sido um milagre de Deus. Sendo assim, Deus existe.

Não foi levado em consideração que existem muitas características ainda não descobertas sobre o câncer e também sobre o homem que foi curado. O câncer poderia ter sido de uma forma fraca, que foi combatida pelo sistema imunológico, ou o homem pode ter alguma informação genética desconhecida que torna seu corpo melhor em combater câncer.
- Aquelas pessoas foram vítimas de um acidente aéreo, dentre tantas outras pessoas, foram as únicas que sobreviveram. Elas rezaram, por isso Deus as salvou.

Pode também ser entendido como apelo à ignorância, porque não se pode saber se as pessoas que morreram rezaram. Nesse caso, admite-se um milagre que fez que as pessoas que rezaram sobrevivessem. Ora, necessita-se de mais informações sobre esse acidente, como se as pessoas que sobreviveram estavam sentadas próximas à saída de emergência ou se elas conseguiram seguir os procedimentos de segurança de um avião. Mesmo que, ainda assim, a sobrevivência dessas pessoas não fosse explicada, isso não quer dizer que o que aconteceu com elas tenha sido um milagre.